# Наталія Реєс
Наталія Реєс (ісп. Natalia Reyes; нар. 6 лютого 1987, Богота) — колумбійська акторка.
Відома участю у серіалі «Продавчиня троянд» (2015), та ролі Дані Рамос у фільмі «Термінатор: Фатум» (2019).

## Фільмографія
| Рік  |   | Українська назва                       | Оригінальна назва              | Роль                      |
| ---- | - | -------------------------------------- | ------------------------------ | ------------------------- |
| 2009 | ф |                                        | El elefante rojo               | Магдалена                 |
| 2018 | ф | Кишенькові злодії: Маестро пограбувань | Pickpockets: Maestros del robo | Хуана                     |
| 2018 | ф | Перелітні птахи                        |                                | Pájaros de verano / Зайда |
| 2018 | ф |                                        | Nuestros muertos               | Карина                    |
| 2019 | ф | Кокаїновий барон                       | Running with the Devil         |                           |
| 2019 | ф | Термінатор: Фатум                      | Terminator: Dark Fate          | Дані Рамос                |